# Svatojanský jasan
Svatojanský jasan je památný strom – jasan ztepilý, nalézající se v severní části obce Svatojanský Újezd v okrese Jičín. 
- výška: 25 m
- obvod kmene: 333 cm
- výška koruny: 20 m

- šířka koruny: 20 m[1]

## Památné a významné stromy v okolí
- Bělohradský buk
- Erbenův dub
- Lípa v Podemládí
- Lípa v Želejově
- Žižkovy duby